# Zollstraße 6, 8 und 10

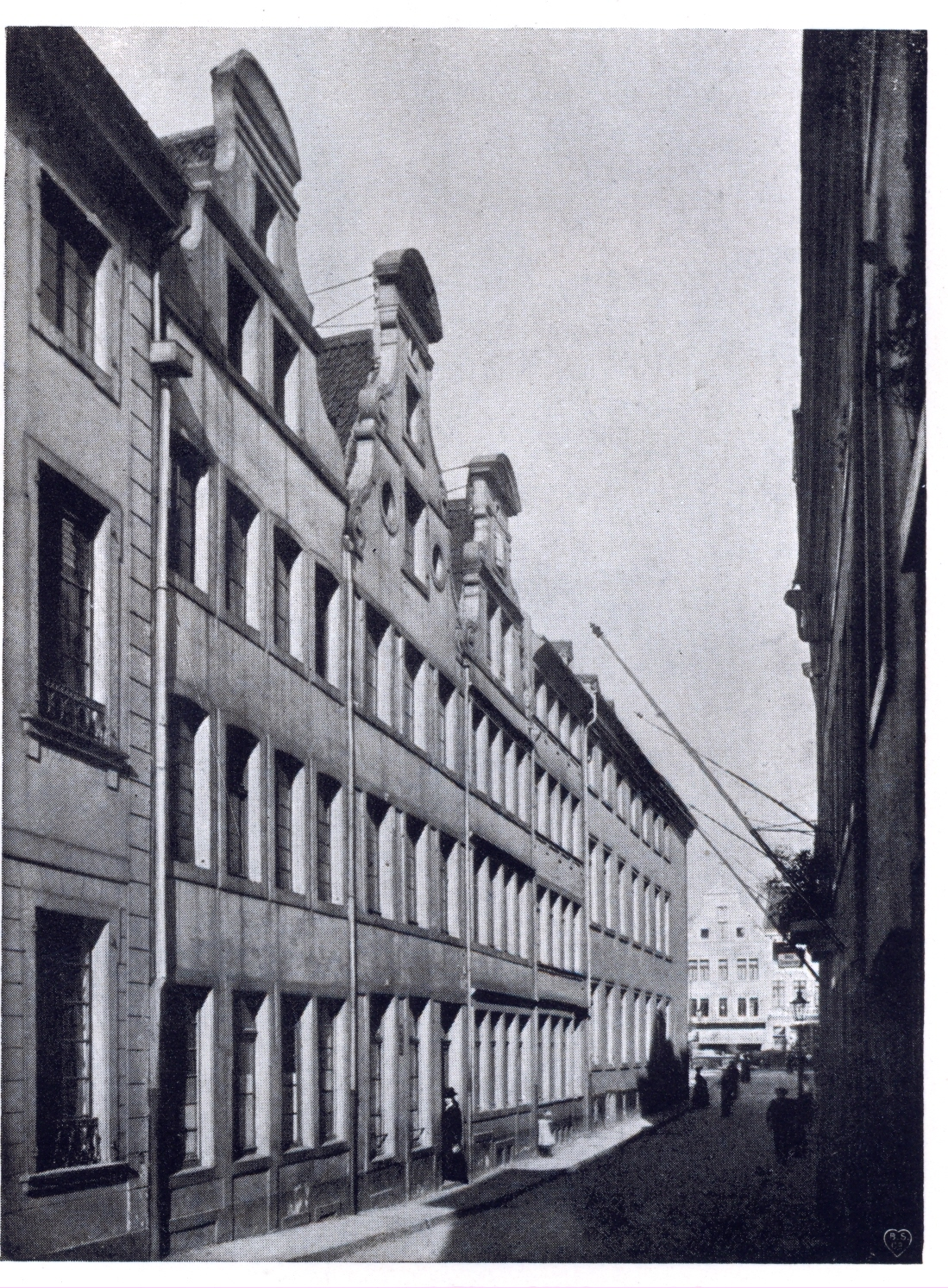
Barocke Giebelhäuser an der Zollstraße 6, 8 und 10 (von links) vor 1911

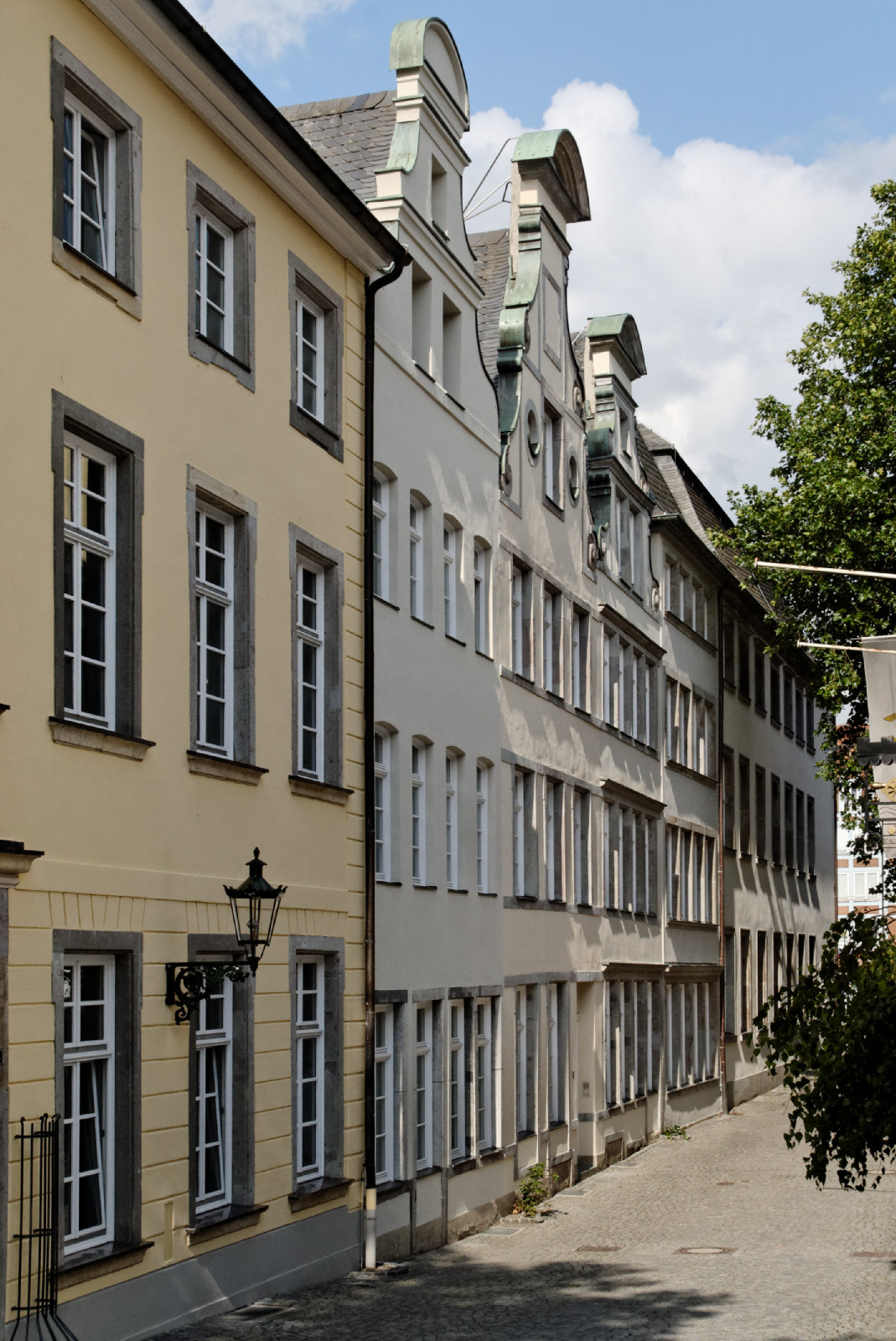
Die Häuser 2011

Die Giebelhäuser in der Düsseldorfer Zollstraße 6, 8 und 10 wurden in der zweiten Hälfte des 17. Jahrhunderts erbaut und zeigen Verwandtschaft mit dem vorherrschenden Barock in den benachbarten Niederlanden. Für das Haus Nr. 10 ist der damalige Name Zum St. Jacob überliefert. Die Gebäude wurden in den 1970er Jahren entkernt und in den Komplex des Düsseldorfer Rathauses integriert.

## Beschreibung
Ihre verputzten Backsteinfassaden mit schlichter Werksteingliederung knüpfen teilweise „an die ältere Tradition“ an. Im „kraftvollen, zumeist von Voluten getragenen Giebelaufbau“ sind aber auch „Parallelen zum südniederländischen Barock“ zu erkennen. Das Haus Zollstraße 8 steht unter Denkmalschutz.